# 大野義夫
大野 義夫（おおの よしお、1946年 - ）は、日本の工学者、慶應義塾大学名誉教授、工学博士。前慶應義塾高等学校校長。

## 経歴・人物
東京都出身。慶應義塾大学工学部管理工学科卒業（1968年）、同大学大学院修士課程工学研究科管理工学専攻修了（1970年）、同大学大学院博士課程理工学研究科管理工学専攻修了（1973年）。1986年慶應義塾大学より工学博士の学位を取得、論文名は 「A smoothing algorithm of polygonal curves and polyhedral surfaces(折れ線や多面体のための平滑化アルゴリズム)」。 慶應義塾大学理工学部情報工学科教授、慶應義塾高等学校校長を歴任。
専門分野は、コンピュータグラフィックス、形状モデリング、レンダリングアルゴリズム。
芸術科学会副会長、日本ソフトウェア科学会理事。日本ソフトウェア科学会学会誌編集委員。日本ソフトウェア科学会の英文学会誌Advances in Software Science and Technologyでは、創刊から休刊までの6年間にわたってExecutive Editorを務めた。また、NICOGRAPH論文コンテストでは，創設以来現在まで18年間にわたって論文委員を務めている。
ISO/IEC JTC 1/SC 1の国内委員長として情報技術用語に関する多数の国際規格制定に参画した。さらに同じく情報技術用語に関する多くのJIS原案作成委員長も務めた。この功績により、情報規格調査会標準化貢献賞を受賞している(2001)。現在はJIS用語委員会委員として、情報規格分野のJISで使用する技術用語の審査にあたっている。
COE採択メンバーである。慶應義塾大学大学院情報・電気・電子分野21世紀COEプログラム・アクセス網高度化光・電子デバイス技術。